# 新教

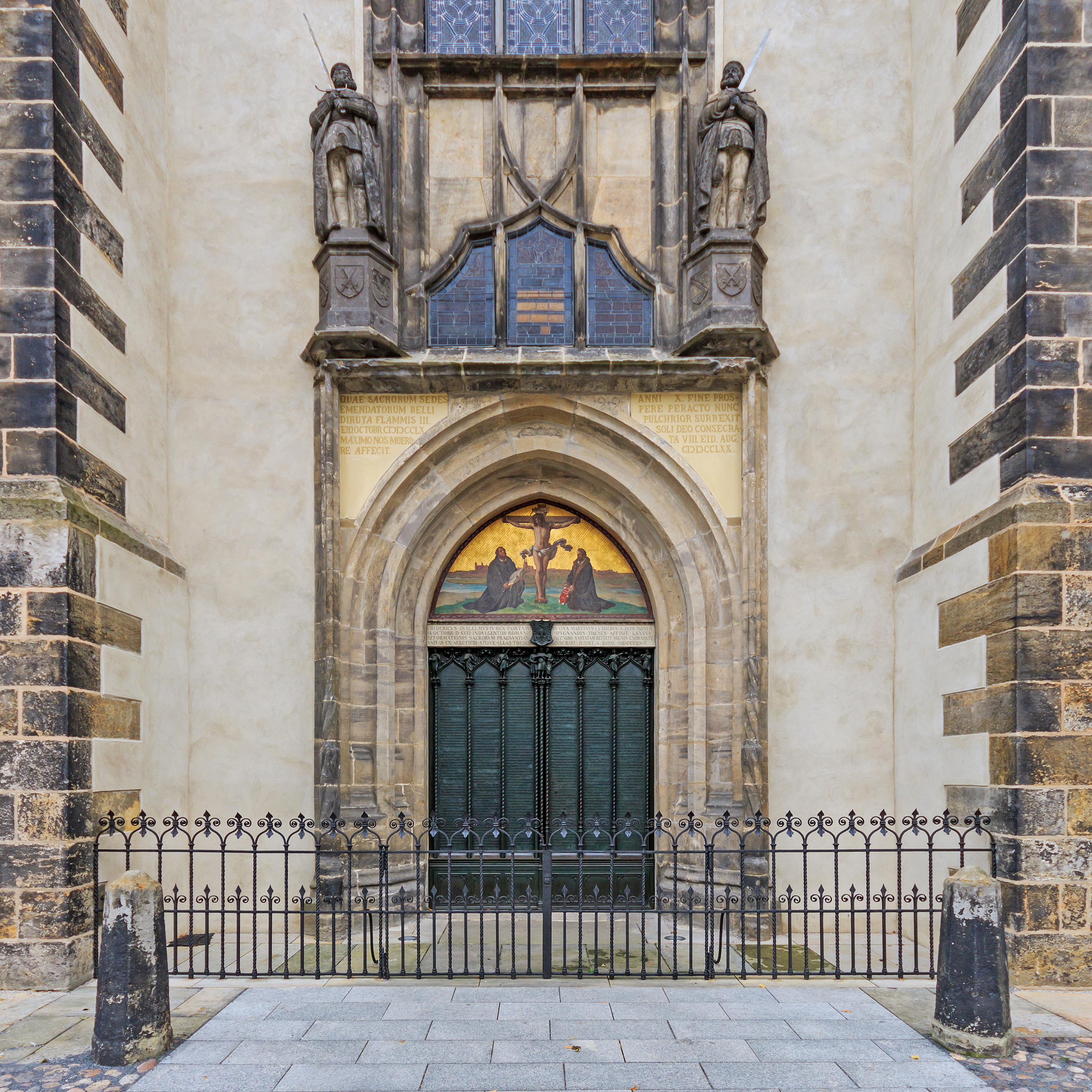
德國薩克森-安哈爾特維滕貝格路德張貼九十五条论纲的大門（Thesentür）

新教，即基督新教，是西方基督教中天主教會以外之宗派或教會的統稱，源於16世紀神學家馬丁·路德、約翰·加爾文、烏利希·慈運理等人所領導的宗教改革運動，與天主教會、東正教會並列為基督宗教三大分支。
新教強調「福音」，相信上帝的兒子耶穌基督已經作出犧牲替世人贖罪，人只是以信心去接受這個赦罪便可得拯救，而不是靠善行來換取，這核心教義也稱為「因信稱義」（Sola fide）。新教以《聖經》為信仰唯一權威（Sola scriptura），因而否定天主教教皇制，更相信所有信徒都具有祭司的身分。教內不同宗派在聖餐觀等神學問題上持不同看法，但普遍遵循「五個唯獨」原則。
在路德之前，已有多位宗教改革家嘗試改革甚至脫離天主教會，但最後直至路德的德意志宗教改革才獲得成功。16世紀路德宗信仰由德意志傳入丹麥、挪威、瑞典、芬蘭、拉脫維亞、愛沙尼亞和冰島，另一位宗教改革家加爾文的思想亦傳入匈牙利、荷蘭、蘇格蘭、瑞士和法國。同期的英國國王亨利八世亦帶領當地教會脫離天主教會體制，開展英格蘭宗教改革。新教的改革與務實精神，成功發展出其獨特文化，並在教育、人文、科學、政治和社會秩序、經濟、藝術等領域為人類帶來重大貢獻。
「新教」之西方詞源為拉丁文「protestatio」，意為「抗議」，是指1529年神聖羅馬帝國宣布路德為異端之後所引起的強烈抗議，而漢譯「新教」是用作區別宗教改革前之“旧教”天主教。過往新教亦有「抗議派」、「抗羅宗」、「歸正教」、「復原教」、「更正教」、「誓反教」等別稱，現時漢語圈普遍直稱基督新教為「基督教」，天主教會為「天主教」，東正教會為「東正教」，並統稱眾基督信仰宗派為「基督宗教」。
有別於天主教會和東正教會，新教沒有單一的普世性中央架構或領導體系，教內眾多宗派中以路德宗、改革宗、聖公會、浸礼宗、重洗派、衛理公會、再臨宗、五旬宗等最為人熟悉。雖然傳統的新教宗派大多分離自天主教會，但一些既不出自天主教會、亦與歐洲宗教改革沒有歷史淵源的教會或基督徒群體，例如獨立教會及無宗派歸屬信徒，也被視為新教的一部分。現時全球約有近12億新教徒，包括6億多傳統宗派信徒、4億多獨立教會信徒和1.5億無會籍信徒。

## 詞源
新教的稱呼源自拉丁文，意為「抗議」。這個詞源可追溯到1529年的第二次施派爾會議，當時神聖羅馬皇帝查理五世在會議上推翻1526年第一次會議之決定，重申天主教為帝國唯一認可宗教信仰，並進一步鎮壓馬丁·路德等改革勢力。查理五世此舉引起會議內改革派強烈反彈，支持路德的薩克森選帝侯等六位王公和十四個帝國自由市代表在會中宣讀了一篇名為《抗議》的文件，自此教會的改革派就被稱為「抗議派」，而新教在汉语的典籍中，往往亦有「抗羅宗」、「抗議派」、「誓反教」等舊稱。汉语文化圈中普遍以「基督教」一詞直接稱呼新教。「新教」這學術名稱是區別歷史上的「舊教」天主教。

## 宗教改革
新教的出現，源於神學教授兼天主教神父馬丁·路德對聖座濫發贖罪券活動的批判。天主教教廷的頹唐腐敗，包括揮霍、草菅人命等，最後觸發宗教改革。
其實，路德自1505年進入修道院之後，便經歷信仰、靈性上很大的掙扎，「自覺罪孽深重，無法得到上帝的喜悅」。直至他在威登堡大學教授聖經，從鑽研《羅馬書》第一章17節「義人必因信得生」中，深深領會到罪人不能靠自己的努力去換取上帝的拯救，而且靠賴上帝的「恩典」（因信稱義）。學者認為，從那一刻開始，路德才得到心靈上的釋放。
16世紀初，在天主教會高層縱容下，贖罪券濫發問題失控，教宗良十世宣佈任何人購買贖罪券即可獲得赦罪和拯救。路德堅持教宗的立場明顯違反《聖經》真理，認為這與上帝在《羅馬書》和《加拉太書》中的啟示有很大出入。1517年10月31日，路德以拉丁文撰寫《關於贖罪券的意義及效果的見解》（亦稱《九十五條論綱》），並張貼於威登堡城堡教堂的門上，望能引起學術界及教會領袖的關注和討論。路德此舉掀起影響深遠的德意志宗教改革運動。1520年6月15日，教宗良十世發布上諭，宣告路德為異端。1521年1月3日，聖座正式將路德處以破門律，開除教籍。4月中，路德在神聖羅馬帝國沃木斯議會中受審，當時他堅持除非以聖經證明他有錯，否則拒絕撤回主張。4月20日，神聖羅馬皇帝查理五世宣佈路德為「異端」，一個月後更聯同國會向路德下通緝令。薩克森選侯腓特烈三世隨即安排路德在瓦爾特堡的城堡中避難。避難期間，路德為了讓平民百姓也能閱讀聖言，於是致力用淺白易明的德文翻譯原文聖經。1530年，在教宗武力威脅下，支持路德的信徒（即後來的路德宗，又稱信義宗）最後被逼離開天主教會。

### 宗派的形成

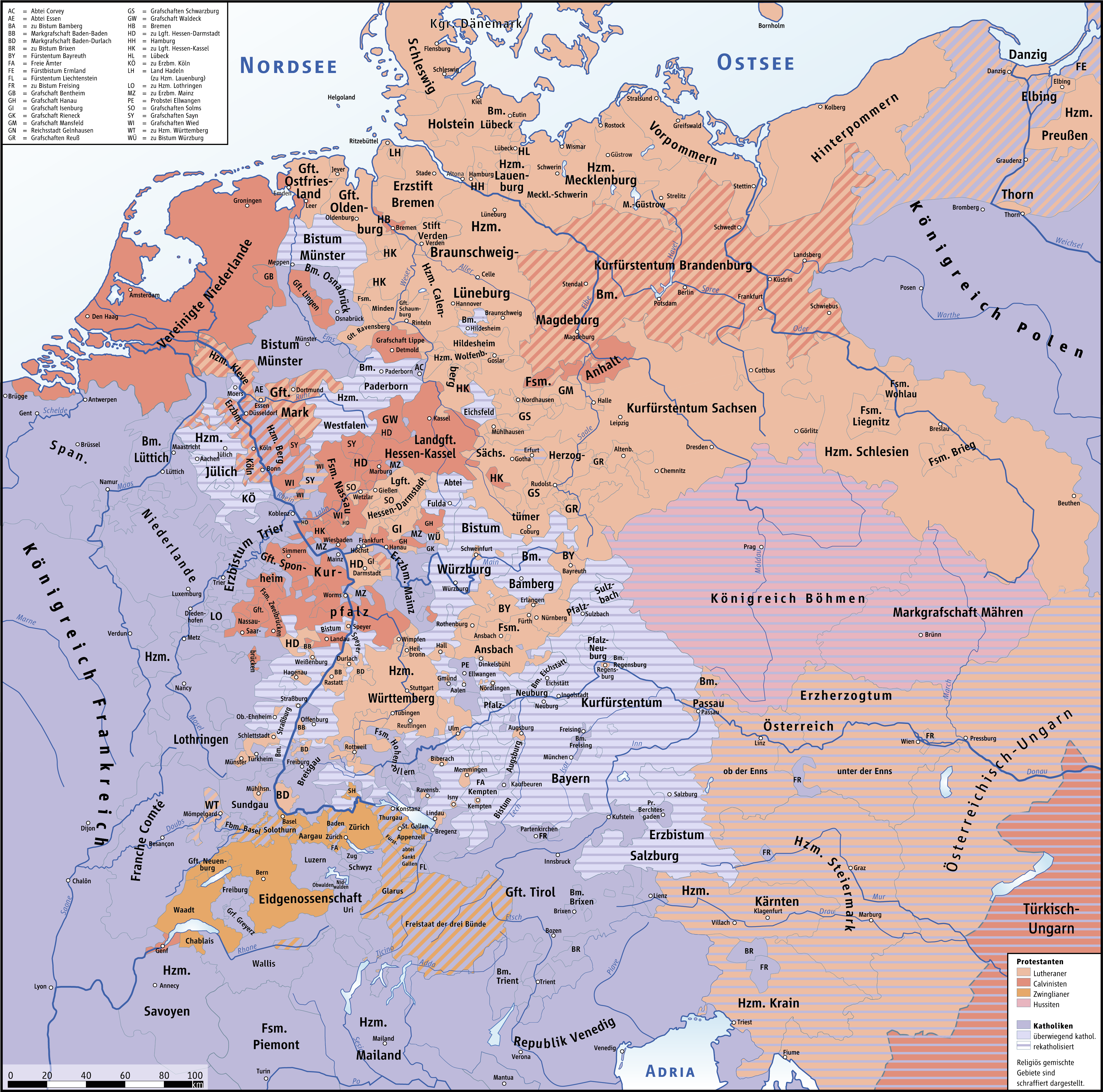
1618年，三十年战争前夕，天主教与新教在中欧和西欧的分布情况

新教的不妥協精神可以追溯至14世紀的一些宗教改革先行者，英國的威克里夫派以及羅拉德派、波希米亞的揚·胡斯派和義大利的撒佛那洛拉的信徒。16世紀20年代，馬丁·路德在德意志發起了宗教改革運動，迅速的席捲了整個德意志，在日内瓦，約翰·加爾文的歸正運動更進一步的加深了宗教改革的影響。
1534年，英國國王亨利八世帶領當地教會（即今天的聖公會）脫離天主教會獨立，開展英格蘭宗教改革，當地的改革與歐陸地區之宗教改革前後呼應，並在宗教和政治上大大影響中、西歐基督教發展形態。
到了16世紀中葉，主要宗派都與天主教會抗衡。因著教權與王權的權利爭奪，新教在形成的過程中受到許多民族國家或世俗君王的支持與保護。在宗教戰爭後，根據隨之而签訂的合約，如1555年《奧格斯堡和約》與1648年《威斯特伐利亞和約》確立的教隨君定原則，形成了新教在歐洲的佈局，路德宗分佈於德意志以及北歐諸國；歸正宗為瑞士、荷蘭以及蘇格蘭。
16世紀末到17世紀，新教的主要宗派在教會的組織與崇拜儀式上已有基本雛形。對於教義的認定上經過長期的爭論也逐漸成為體系。新教的神學家編寫了大量的神學著作。17世紀中葉，英格蘭的清教徒革命要求以加爾文主義改革妥協保守的聖公宗教會，把新教運動又推進了一步，產生了脫離聖公會的新教派，如英格蘭的長老會、公理會、浸信會、公誼會等等。隨著移民美洲，新教也成為美洲宗派的大宗。

### 神學的發展

各國新教徒比例，2010年

宗教改革之后，在英美世界的新教教会主要有两大对立神学思想：加尔文主义和阿米念主义，在德国和北欧国家的新教教会主要接受路德宗神学。19世紀進化论在歐洲兴起，理性主义蓬勃發展，某些知识分子开始认为圣经中的神迹奇事不合理性而加以拒绝。20世纪，在唯物觀衝擊影響下，新教在正統教義之外陸續出現了基督教社會主義和自由主義神學等非正統神學思潮。为对抗自由主义神学对正统教义的冲击，浸信会和長老会内部兴起了基督教基要主义运动。另外，在卫理公会中发展出靈恩運動、聖潔運動等，在路德宗教会中曾发展出虔敬主义运动。

## 教義
基督新教強調「福音」，即耶穌基督的「代贖」─上帝代替人類受罰，犧牲自己來換取人類的罪行被赦免。雖然新教與天主教均繼承普世教會歷史上許多傳統教義，如「三位一體」、《聖經》作為神的啟示、「原罪」與「最後審判」等等，但有別於天主教和東正教，新教在行政上沒有普世性中央架構或領導，而且在教義上強調「因信稱義」、 「信徒皆祭司」， 普遍以《聖經》作為最高權威， 亦因此否定以教宗為首的教皇制、拒絕東正教和天主教教條中關於聖傳與《聖經》具同等地位的教導。

### 聖經
新教相信，聖經是上帝給所有人完整無誤的啟示，當中包含的兩大信息，就是「律法」和「福音」：
- 「律法」宣告在上帝眼中什麼是對、什麼是錯，律法並警告上帝因為罪（意即違背律法[79]）要施行懲罰。[80][81]

- 「福音」就是耶穌把人從罪惡中拯救出來的好消息，上帝的拯救表明了祂的愛。新教的教義認為，在《舊約聖經》中上帝已屢次應許一位把人從罪惡死亡拯救出來的神聖救贖者，[註 4]而這位救贖者就是《新約聖經》所指的耶穌基督。[80][97]

### 五個唯獨
新教各宗派間教義不盡相同，但一致認同「五個唯獨」
：
- 唯獨恩典（Sola gratia）：人的靈魂得拯救唯獨是神恩，是神送給人的禮物。
- 唯獨信心（Sola fide）：人唯獨藉信心接受神的赦罪、拯救。
- 唯獨基督（Solus Christus）：作為人類的代罪羔羊，耶穌基督是人與神之間唯一的調解者（「中保」）。
- 唯獨聖經（Sola scriptura）：唯有《聖經》是信仰的終極權威。
- 唯獨神的榮耀（Soli Deo Gloria）：唯獨神配得讚美、榮耀。

#### 唯獨信心
新教徒認為，《聖經》已表明人得救的唯一途徑是相信主耶穌基督為救主。「唯獨信心」也可稱為「因信稱義」（“因信”即是「凭借信心」，而“称义”則是「被神判為無罪」），是整個信仰的核心思想。新教相信，神因著耶穌已替人類受罰而免去人的罪，而人是單單以上帝所賜的信心，去接受這個赦罪。新教認為，當聖靈在一個人的心中運行信心時，這個人就是一位信徒，他得到了罪的赦免，也得到了耶穌在十字架上為所有人贏得的好處和祝福。一個人得永生，完全是出於神的恩典，而不是出於人的善功、行為，這有別於東正教與天主教認為人除信心外亦必須加上善功才能得救之教義。
在《新約聖經》中，保羅強調：
你們得救是靠著恩典，藉著信心。這不是出於自己，而是 神所賜的；這也不是出於行為，免得有人自誇。
 — 《以弗所書》第2章第8-9节
因為世人都犯了罪，虧缺了神的榮耀；如今卻蒙神的恩典，因基督耶穌的救贖，就白白的稱義。神設立耶穌作挽回祭，是憑著耶穌的血，藉著人的信，要顯明神的義；因為他用忍耐的心寬容人先時所犯的罪，好在今時顯明他的義，使人知道他自己為義，也稱信耶穌的人為義。既是這樣，哪裡能誇口呢？沒有可誇的了。用何法沒有的呢？是用立功之法嗎？不是，乃用信主之法。
 — 《羅馬書》第3章第23-27节
做工的得工價，不算恩典，乃是該得的。唯有不做工的，只信稱罪人為義的神，他的信就算為義。
 — 《羅馬書》第4章第4-5节
另一方面，新教徒亦認為，雖然耶穌基督為所有人死，不信者將失去耶穌基督為他們贏取的赦罪。
不信的人，罪已經定了，因為他不信神獨生子的名。
 — 《約翰福音》第3章第18节
信子的人有永生，不信子的人得不著永生，神的震怒常在他身上。
 — 《約翰福音》第3章第36节
你們若不信我是基督，必要死在罪中。
 — 《約翰福音》第8章第24节

#### 唯獨恩典
新教徒認為，赦免、生命和救恩臨到罪人身上，完全是上帝所賜的禮物，是神差遣聖靈進入人的心裡作工，叫人改變心意（悔改）、認罪並信靠主耶穌基督。藉著信心所接受的，是神的恩典（禮物）。恩典與信心都是和「行為得救」、「行為稱義」對立的：
既是出於恩典，就不在乎行為；不然，恩典就不是恩典了。
 — 《羅馬書》
《新约聖經》也教導：
我們既因信稱義，就藉著我們的主耶穌基督得與神相和。我們又藉著他，因信得進入現在所站的這恩典中，並且歡歡喜喜盼望神的榮耀。
 — 《羅馬書》第5章第1-2节
神救了我們，以聖召召我們，不是按我們的行為，乃是按他的旨意和恩典。這恩典是萬古之先，在基督耶穌裡賜給我們的
 — 《提摩太後書》第1章第9节

#### 唯獨聖經
「唯獨聖經」即是「唯獨以《聖經》為依歸」，新教徒相信宗教改革后确立的66卷本《聖經》全都是神的默示及無誤的真理，是神啟示的唯一來源、教會的最高權威，沒有任何人或傳統可以替代：
所吩咐你們的話，你們不可加添，也不可刪減，好叫你們遵守我所吩咐的，就是耶和華你們神的命令。
 — 《申命記》第4章第2节
凡越過基督的教訓不常守著的，就沒有神；常守這教訓的，就有父又有子。若有人到你們那裡，不是傳這教訓，不要接他到家裡，也不要問他的安。因為問他安的，就在他的惡行上有份。
 — 《約翰二書》第1章第9节
新教徒認為《聖經》更是所有人在信仰和生活上的最高準則，「人當以訓誨和法度為標準。」 教會要作牧養及施行教會紀律只能依從《聖經》內的教導而行，亦不可以修改或曲解《聖經》任何字詞內容來迎合屬世的需要：
若有講道的，要按著神的聖言講
 — 《彼得前書》第4章第11节
這聖經能使你因信基督耶穌有得救的智慧。聖經都是神所默示的，於教訓、督責、使人歸正、教導人學義都是有益的，叫屬神的人得以完全，預備行各樣的善事。
 — 《提摩太後書》第3章第15-16节

### 信徒皆祭司
「信徒皆祭司」，是指所有信徒都擁有祭司的職分，傳上帝的福音。《彼得前書》二章9節向基督徒指出：
惟有你們是被揀選的族類，是有君尊的祭司、是聖潔的國度、是屬神的子民…
基督新教認為所有信徒都可透過中保耶穌基督，直接地、沒有等級地去到神的面前，他們都是福音的使者或僕人，而上帝的旨意就是要所有基督徒跟別人分享救恩的信息，即「福音」——天父藉耶穌的犧牲赦免世人罪孽的好消息：
...要叫你們宣揚那召你們出黑暗入奇妙光明者的美德。
 — 《彼得前書》第2章第9节

### 最後審判
新教認為，基督耶穌再次降臨世上的時候，要坐在寶座上審判全人類：
萬民都要聚集在他的面前；他要把他們分別出來，好像牧羊的分別綿羊山羊一般。
 — 《馬太福音》第25章第32节
使徒保羅亦指出，基督耶穌就是那位將來在「他的顯現和他的國度」裏，「審判活人死人」的。新教相信，在審判當日，耶穌基督要將眾人（包括活著的和從死裏復活的）分為兩群。至於人被審判的標準，新教認為，耶穌已清楚指出非信徒因為棄絕祂和祂的福音，就會被定罪：
棄絕我不領受我話的人，有審判他的；就是我所講的道，在末日要審判他。
 — 《約翰福音》第12章第48节
人若拒絕行神所喜悅的事，等於為「不信」提供證據。

## 聖禮
新教只承認洗禮和聖餐兩个聖禮  （浸信會、播道會和宣道會等視為「定例」），与天主教和東正教的看法不同。

### 聖餐禮
主餐被視為聖禮之一，是根據《新約聖經》中主耶穌在最後晚餐中說過的話：
他們吃的時候，耶穌拿起餅來，祝福了，就擘開，遞給門徒，說：「你們拿去，吃吧。這是我的身體。」他又拿起杯來，祝謝了，遞給他們，說：「你們都喝這個，因為這是我立約的血，為許多人流出來，使罪得赦。但我告訴你們，從今以後，我不再喝這葡萄汁，直到我在我父的國裏與你們同喝新的那日子。」
 — 《馬太福音》第26章第26-29节
「你們要如此行，為的是記念我。」
 — 《路加福音》第22章第19节

### 洗禮
除聖餐禮外，新教認為耶穌基督亦清楚吩咐信徒施行洗禮：
所以，你們要去，使萬民作我的門徒，奉父、子、聖靈的名給他們施洗…
 — 《馬太福音》第28章第19节
新教認為，耶穌已作獻祭，故不把逾越節等以色列人禮節視作「定例」。（歌羅西書2章16節至17節）

## 組織制度
新教學者認為，《新約聖經》並沒有就如何組織教會給予教條式的指示，因此相信上帝讓信徒自己決定如何組織他們的教會，以致最能切合教徒日常需要，並最有效促進普世福音工作。現時，新教的教會一般實行三種制度：主教制、長老制和會眾制。一般來說，会众制比較多教會採用。

### 主教制
主教制源自天主教會的主教制度，幾乎和天主教會的主教制度一模一樣，唯一不同的是神職人員沒有獨身清規，亦可以結婚。天主教會的主教制是在使徒们去世后于第二、三世纪兴起的主教制度，所以可以說主教制是整個基督宗教中歷史最悠久的神職人員制度。
現在行主教制的新教教會已經很少，聖公會就是沿用主教制，從教会制度和禮儀上看來，聖公會基本上屬大公教會傳統。路德宗和卫理宗則由各區會自行選擇使用主教制還是長老制；在港澳，路德会和卫理公会就選用了長老制。然而，在歐洲，例如瑞典、芬蘭、挪威、德國等地，他們則通常採用主教制。

### 長老制
長老制，或稱代議制、議會制，是一個以議會形式管理區會的制度。議會內的成員由各教会選出長老，代表該教会出席會議。顧名思義，長老會就是採用長老制的教會，如基督教改革宗長老會、台灣基督長老教會、韓國基督長老教會等。

### 会众制
会众制，又稱公理制，源自於神學家慈運理的主張，就是主張各教会獨立，教会的牧師為教會內最高的決策者，並由會眾決議一切教會的內部事務。很多教會採用会众制，例如浸信會、公理會和神召會等，以及不少獨立教會。一些会众制的教會，在地區上也有一個沒有什麼實際作用和權力的聯會，以聯繫該宗派的和各教会。
会众制有一個缺點，就是教會之間的交往和合作较少，意見或有差距，最後甚至會使一些教會脫離其宗派獨立；但也有一个优点，就是并非铁板一块，所以不会产生一坏俱坏、一损俱损、全盘堕落的重大后果。

## 宗派
現時基督新教中，會眾人數較多的宗派包括：
- 聖公會（又稱聖公宗）
- 信義宗（又稱路德宗）
- 歸正宗（又稱喀爾文宗、改革宗，包含長老宗、胡格諾派）
- 浸信宗（又稱浸禮宗）
- 循道宗（又稱衛理宗）
- 重浸宗（又稱重洗派、再洗禮派，包含阿米希人、胡特爾派及門諾會）
- 五旬宗（又稱五旬節派，包括神召會、五旬節會、四方教会（英语：Foursquare Church）等）
- 復臨宗（又稱安息日會）
- 普利茅斯弟兄會
- 摩拉維亞弟兄會（又稱弟兄合一會、波西米亞弟兄會）
- 貴格會（又稱公誼會、教友派）
- 宣道會

## 宗教運動
除傳統宗派活動外，新教也有跨宗派運動，例如福音派運動、靈恩運動等。這些運動，一些活躍於新教教內，另一些則甚至超越新教，例如靈恩運動，不只影響新教，更影響天主教會。這運動旨在將五旬宗的信條及其實踐融入基督宗教各個分支當中，近年第三波靈恩運動更發展出新靈恩教會，與五旬宗教會一同被稱為靈恩派。 非宗派教會和各種家庭教會有時也會被視為跨宗派運動的產物。現時新教中最具影響力的跨宗派運動包括：
- 基要派运动
- 福音派运动
- 灵恩运动

### 福音派
福音派為一全球性跨宗派運動，相信《福音》的精髓在於透過相信耶穌基督的贖罪而得救。
福音派信徒強調接受救恩過程中重生經驗的重要性，相信聖經是上帝對人類權威性的啟示，並致力傳播福音或分享信息。在18世紀和19世紀，隨著衛理公會的興起以及英國和北美的大覺醒運動，福音派可說是盛極一時。福音派的起源可以追溯到英國衛理公會運動，其理念包含了其他路德宗、長老宗等宗派及北美清教徒的元素。著名福音派領袖包括約翰·衛斯理、喬治·懷特腓、葛培理等。
現時全球有2億8,000萬多福音派信徒，佔全球人口總人口的4％。大部份信徒活躍於美洲，非洲和亞洲，當中美國是福音派信徒最集中的國家。另外，福音派近年漸漸在拉丁美洲和眾多發展中國家興起。

### 靈恩運動
靈恩運動，也稱靈恩派，於1960代的新教中興起，在眾多傳統宗派中廣為流行，運動希望將五旬宗的信條及其實踐融入當中，其核心教導非常著重信徒的「屬靈恩賜」。

### 基要派
基要主義，也稱基要派，是19世紀末20世紀初在新教內興起的一個運動，而非一個宗派。在美國等地有較大影響。英語“基要主義”一詞在20世紀初由美國的長老宗教徒提出，但基要主義運動後來是由浸信會繼承，並由福音派發揚光大。基要派主張“聖經絕對無誤”，反對一切自由主義神學（或稱現代派神學），反對他們對《聖經》的批判。

## 新教文化
宗教改革本身雖為宗教運動，但亦為人類生活各範疇，包括婚姻和家庭、教育、人文與科學、政治與社會秩序、經濟和藝術帶來深遠影響。新教容許神職人員自行選擇結婚或獨身，從1950年代開始亦陸續有女性擔任教牧工作。
宗教改革家希望所有信徒都能夠自行閱讀《聖經》，而非透過神職人員講授教理問答，因此新教大力發展教育，希望教育不同階層藉此提高識字率。直至18世紀中期英格蘭的識字率達到60%，而蘇格蘭的識字率更達65%，在當時北歐，瑞典八成男性和女性能夠閱讀和書寫。新教更建立無數大學院校，例如北美清教徒於17世紀成立哈佛大學，18世紀亦成立著名的耶魯大學，賓夕凡尼亞州更成為了著名學術中心。美國新教徒在社會各領域，包括政治、商業、科學、藝術和教育等都擔任領導角色。

### 政教關係
新教因各宗派各有教義，對政教的關係的立場大都不太相同。從應該與普世政府隔絕的阿米希人，到認同政教分離，但普遍沒有抗拒參與或組織政治活動，到後來福音派教會自1980年代起，動員要求信徒基於其教會的信仰價值觀去支持某個特定政黨和要為某政治人物候選人作志願者幫忙；一般來說，他們反對政府影響教會的信條，尤其在宗教信仰自由的層面上。

#### 路德宗
路德宗（信義宗）信徒認為不僅教會，國家、政府，都是上帝所設。「凡掌權的都是上帝所命的」（羅馬書13:1）。认为基督徒因為良心的原故，要順服管轄他們的政府（羅馬書13:5），除非政府命令他們不順從上帝（使徒行傳5:29）。同時，信義宗主張政教分工，相信上帝給予教會及國家不同的責任。教會的責任是呼召罪人悔改，宣佈赦罪，和鼓勵信徒能過合乎上帝心意的生活；國家的責任是：維持良好的秩序及和平，懲罰犯錯的人和安排一切社會大小事務（羅馬書13:3,4）讓一個國家的公民「可以敬虔端正，平安無事的度日」（提摩太前書2:2） 信義宗相信國家、政府是藉着法律及賞罰去達致她被委派的責任。這些法律及其中的賞罰是在理性思維的亮光下設立及執行的（羅馬書13:4）。理性思維的亮光包括對上帝、律法的明明可知的知識和良心。信義宗相信只有教會及國家（或政府）各自在上帝給予的特定範圍中運作，及使用上帝交託的工具的情況下，才會有合宜的政教關係。當國家執行其責任時，教會不應行使其公民權利或加以阻礙。信義宗認為政府不應成為福音的使者，或阻礙教會傳福音的使命。教會不應企圖使用社會的公民法及武力去引領人歸信基督。國家不應尋求以福音作為治理的工具。另一方面，只要教會及國家保留在其特定的範圍內和使用交託給她們的工具，她們可以互相合作。

#### 歸正宗
約翰·加爾文在宗教改革後一直居住在民主共和的日內瓦，自己也主張歸正宗教會實行比主教制民主得多的長老制，這種制度影響荷蘭、蘇格蘭和英格蘭等地區。克爾文強調神權，不完全贊成民主，因為他認為這很容易淪為暴民政治，使社會失去目標和秩序。他認為任何政治制度都必須確保社會能朝向神聖目標進發。所以可以說，他不是完全贊成政教分離。克爾文所設計的民主和共和的教會組織形式，要實行民主選舉与神權共和。在克爾文的領導下，日內瓦成為政教合一的神權共和國和宗教改革的中心。后来持守克尔文主义的人士，往往也喜欢政教合作的关系，不愿政府与教会严格的分离，而希望能彼此合作，比如信奉歸正宗的英國清教徒移居北美之后，曾在麻塞诸塞殖民地建立了政教合作的体制。

#### 浸礼宗
从再洗礼派开始就非常执著地、坚定地支持政教分离的原则，反對像聖公會那样與英國政府維持特殊結合關系的教會（英國君主為英國聖公會的最高領袖），并因此深刻影响了美国建国后的美国宪法第一修正案。因著浸信會在美國的影響力極大，不少獨立教會也支持政教分離。
另就新教內部的信徒來說，由於政教合一曾在基督教史上留下血腥記錄，故现今普遍有政教分離的內在意願。後來，因為美國南部為了白人農莊信眾役使黑奴和種族隔離，美國的浸信會分裂成美南浸信會和美北浸禮會，美南浸信會演化成福音派其一教會，要求教會影響政府。
美南浸信會後支持保守派政黨（即共和黨），動員教友參與社會運動，被指是希望團結保守派的教會力量對抗自由派的勢力，以及團結保守派的力量反對衝擊教會價值觀的如墮胎和同性戀權利等民主黨支持的政策，變成為一大政治力量。

### 引用
1. ↑  Marsh, James H. (编). . McClelland & Stewart Inc. 1999: 1920  [2022-05-02]. ISBN 0771020996. （原始内容存档于2022-06-10）. Protestantim is the religious tradition of Western CHRISTIANITY that rejects the authority of the pope of Rome...The rejection of Roman Catholic teaching and practice quickly became focused on rejection of the authority of the pope, often referred to as the "Anti-Christ" by Protestants.
2. 1 2  Penney, Sue. . Heinemann Educational Publishers. 1999: 12  [2020-05-11]. ISBN 0435304771. （原始内容存档于2021-03-23）.
3. ↑  . Lexico.com by Oxford.   [2022-05-12]. （原始内容存档于2022-06-10）.
4. ↑  Nickens, Mark. . B&H Academic. 2020: 158  [2022-05-25]. ISBN 978-1-5359-8500-0. （原始内容存档于2022-06-10）. Christianity roughly consists of three divisions: Catholic, Protestant and Orthodox.
5. 1 2 3  南亞路德會，《信仰立場》，頁11：「我們相信聖經是上帝給所有人的文字啟示。祂在聖經中揭示兩個信息，就是律法和福音。律法宣告什麼是對、什麼是錯，律法警告上帝因為罪要施行懲罰。『所以凡有血氣的，沒有一個因行律法能在上帝面前稱義，因為律法本是叫人知罪。』(羅3:20)福音彰顯上帝的愛；是耶穌把人從罪惡中拯救出來的救恩。『惟有基督在我們還作罪人的時候為我們死，上帝的愛就在此向我們顯明了。』(羅5:8)」
6. 1 2 3  《羅馬書》一章16-17節，「我不以福音為恥，這福音本是神的大能，要救一切相信的，先是猶太人，後是希臘人。因為神的義正在這福音上顯明出來，這義是本於信以至於信，如經上所記：義人必因信得生。」
7. 1 2  薛思捷，《聖經要道》，頁46：「耶穌完全順服天父，做了罪人的替身，包括代替世人接受罪的懲罰。」
8. ↑  《以賽亞書》五十三章6節，「我們都如羊走迷，各人偏行己路；耶和華使我們眾人的罪孽都歸在他身上。」；《馬太福音》二十章28節，「人子來，不是要受人的服事，乃是要服事人，並且要捨命，作多人的贖價。」；《哥林多後書》五章19節，「神在基督裏使世人與自己和好，不將他們的過犯歸到他們身上」；《約翰一書》二章2節，「他為我們的罪作了贖罪祭，不單是為我們的罪，也是為普天下人的罪。」
9. 1 2 3  曾祖漢. . 全國宗教資訊網.   [2022-05-27]. （原始内容存档于2016-07-20）. 新教有別於天主教，可以從新教在某些教義和神學的前提上看得出來，馬丁·路德在公元1517年開始宗教改革的運動，他的神學思想起點源於個人的經歷，到底面對公義的神時，人要如何才能夠被接納呢？「因信稱義」（Justification through faith）是路德也是新教的關鍵教義，意思是因著信心的緣故，神把人當作義人（稱義），不是人本身有什麼值得討神喜悅的，而是公義的神在審判的時候不再看人的不完全，而只看到信心的對象，即耶穌基督，雖然世人都無法過一個完美的一生在神面前被稱為義，但是神的兒子耶穌基督過了完美的一生得著了「義」的地位，信徒只要藉著信靠耶穌基督，這個耶穌基督的義就被轉撥到我們身上，因此，神是因著耶穌基督的緣故，稱那些相信之人為義人。
10. ↑  南亞路德會，《信仰立場》，頁7：「人藉著信心（相信和接受耶穌基督為救主）便可得著這救恩。『你們得救是本乎恩，也因著信；這並不是出於自己，乃是上帝所賜的；也不是出於行為，免得有人自誇。』(弗2:8-9)」
11. 1 2  WELS Topical Q&A:
  - Faith and Works, "The Bible teaches good works are a result of justification, not a cause. ...No Protestants that I am aware of say works don't  matter. They do say that works do not have a role in obtaining forgiveness."
  - Ephesians 2:8-9, "The Roman Catholic church teaches that sinners are saved by a mixture of good works and faith in Jesus. ...Ephesians 2:8-9 teaches just the opposite. The word 'save' pictures God rescuing us from a situation in which we could do nothing to escape. The word 'grace' means an undeserved gift. So when Paul says that we are saved by grace, he is emphasizing that we could do nothing on our own, but our rescue is an undeserved gift that God gives us. He underscores this truth by saying 'this is not from yourselves' indicating that we contributed nothing to this 'salvation by grace.' To make the point even more emphatic he adds 'it is a gift of God' indicating God is the one who did it all. Then he adds a negative again 'not by works' to make sure we understand that it was not any effort on our part that brought this about. As a climax he adds 'so that no one can boast' - a final, clear statement that no one can stand before God and say, 'I helped with at least 1% of my salvation.' "
  - Use of the Word "Only", "By faith alone means we are saved by faith, not by works.  There are many passages that use these exact words, for example, in Romans 3, Galatians 3, and Ephesians 2.  The words 'not by works' exclude works from being joined to faith.  By faith alone is just another way of saying by faith, not works. A person who is saved by faith will do good works, but these works are a result of forgiveness not a cause of forgivness."
  - Inaccurate teachings on Catholic salvation theology, "sins are entirely forgiven because of what Christ did for you, not by a combination of what Christ did and what you do. You do not join with Christ in producing your forgiveness. That is done by Christ alone. You only receive what he has done, and you receive it by faith."
12. ↑  《我們所信》，亞洲路德宗神學院翻譯事務社，頁9，「每個人藉着信領受這份禮物（以弗所書2:8,9），而非藉着他們的行為…不信的人將失去基督為他們贏取的赦罪（約翰福音8:24）。」
13. ↑  Luther, Martin (1537), Smalcald Articles, Article I, "First and Chief Article: 1 That Jesus Christ, our God and Lord, died for our sins, and was raised again for our justification, Rom. 4:25. 2 And He alone is the Lamb of God which taketh away the sins of the world, John 1:29; and God has laid upon Him the iniquities of us all, Is. 53:6. 3 Likewise: All have sinned and are justified without merit [ freely, and without their own works or merits] by His grace, through the redemption that is in Christ Jesus, in His blood, Rom. 3:23f 4 Now, since it is necessary to believe this, and it cannot be otherwise acquired or apprehended by any work, law, or merit, it is clear and certain that this faith alone justifies us as St. Paul says, Rom. 3:28: For we conclude that a man is justified by faith, without the deeds of the Law. Likewise 3:26: That He might be just, and the Justifier of him which believeth in Christ. 5 Of this article nothing can be yielded or surrendered [nor can anything be granted or permitted contrary to the same], even though heaven and earth, and whatever will not abide, should sink to ruin."
14. ↑  Holmes, D.L., A Brief History of the Episcopal Church, pp2-3, "Called 'justification by grace through faith,' this central teaching of Protestantism is articulated in such hymns as 'A Mighty Fortress is Our God,' 'Ah, Holy Jesus,' and 'Just as I Am.'"
15. 1 2  WELS Topical Q&A: Sola Scriptura, "many passages...state sola scriptura, such as Revelation 22:18-19. If we cannot add anything to the words of Scripture and we cannot take anything away from them, that is Scripture alone."
16. 1 2 3  . 南亞路德會.   [2018-03-22]. （原始内容存档于2020-12-18）. 我們如此相信、宣告並教導人：1聖經全都是上帝的默示及無誤的真理。2聖經是上帝啟示的唯一來源。3聖經是教會的最高權威及沒有任何人或傳統可以替代。4聖經是所有人在生活上的最高準則。5聖經表明每一人個都違背了上帝的律法，因此所有人都是罪人。6聖經表明人得救的唯一途徑是因相信主耶穌基督為救主。7教會要作牧養及施行教會紀律只能依從聖經內的教導而行。8我們不可修改或曲解聖經任何字詞內容來迎合屬世的需要。
17. 1 2  WELS Topical Q&A:
  - Responses to previous questions, "The Catholic church damns the teaching of the Lutheran church because we do not accept the authority of the pope to make man-made laws that contradict the Bible. ... There is no biblical or historical evidence for the claims of the Roman Catholic church that Peter was the first pope. In fact there is no evidence that there even was a pope in the first century. Even Catholic historians recognize this as a historical fact. ... We honor Peter and in fact some of our churches are named after him, but he was not the first pope, nor was he Roman Catholic. If you read his first letter, you will see that he did not teach a Roman hierarchy, but that all Christians are royal priests. The same keys given to Peter in Matthew 16 are given to the whole church of believers in Matthew 18."
  - Peter the first pope?, "While the Roman Catholic Church might like to use Matthew 16:18 to support their belief that Peter was the first pope, those words say nothing of the sort.  We actually find a play on words in Matthew 16:18.  Peter's name in Greek is petros.  It is a masculine noun.  When Jesus said he was going to build his church 'on this rock', the word translated 'rock' is petra, a feminine noun.  Petros refers to a rock, while petra has in mind a rocky cliff or ledge.  The Greek makes it clear that Jesus spoke of building his church not on a person, but on a rock-solid confession of him as the Son of God and the promised Savior."
18. 1 2  巴刻，《簡明神學》，頁337，「當改教家們反對教皇制，並與羅馬天主教分道揚鑣時，他們需要決定什麼是真教會的標記。他們從聖經裏找到了答案，這標記有兩個標準：第一，肯忠實地傳講神道：其意為，受置疑的團體必須肯根據聖經，教導基督教福音的基要之道。」
19. 1 2  Jenkins, Paul (2014), The Relevance of Treatise on the Power and Primacy of the Pope for Today's Lutheran Pastor （页面存档备份，存于）, pp3-4, "These were the main issues the Lutherans raised against the papacy nearly five hundred years ago... nothing has really changed when it comes to the papacy. What was wrong with the papacy then is still wrong today."
20. 1 2  Calvin, John, Institutes of the Christian Religion (Vol. 2), Translated by John Allen, Wipf & Stock, 2013, p335
21. 1 2  Melton, J. Gordon. . Infobase Publishing. 2018: 11  [2018-03-23]. ISBN 9780816069835. （原始内容存档于2021-03-23）.
22. ↑  Dixon, C. Scott. . : 32  [2022-10-25]. （原始内容存档于2022-05-15）.
23. 1 2  . 南亞路德會.   [2024-12-08]. （原始内容存档于2021-03-22）.
24. 1 2  Hindson, Ed. Mitchell, Dan , 编. . : 277.
25. 1 2  Holcomb, Justin. . Christianity.com.   [2017-08-20]. （原始内容存档于2020-11-17）.
26. ↑  Watson, James. . iUniverse. 2014: 98  [2018-03-22]. ISBN 9781491737590. （原始内容存档于2022-06-10）.
27. ↑  Gassmann, Günther; Larson, Duane H.; Oldenburg, Mark W. . The Scarecrow Press, Inc. 4 April 2001: 9  [2018-03-22]. ISBN 0810839458. （原始内容存档于2022-06-10）.
28. ↑  Kuyper, Abraham. . Primedia E-launch LLC. 1899: 19  [2018-03-22]. ISBN 9781622090457. （原始内容存档于2022-06-10）.
29. 1 2  McEntegart, Rory, Henry VIII, the League of Schmalkalden, and the English Reformation, p14
30. 1 2  Karl, Heussi.  11. Tübingen (Germany): Auflage. 1956: 317-319, 325-326.
31. 1 2 3  曾祖漢. . 全國宗教資訊網.   [2022-05-27]. （原始内容存档于2016-07-20）. 廣泛的基督教包含了新教、天主教、東正教以及許多其中衍生的教派，狹義的基督教稱為新教，就是對應舊教（天主教），新教同時有許多的其他的名稱，每個名稱都代表著對天主教的區別和改革，因此新教也稱為抗羅宗或更正教等等，而這個分裂的過程被稱為宗教改革運動。
32. ↑  唐凱麟（編），《西方倫理學名著提要》（下冊），頁61
33. ↑  劉幸枝. . 台灣: 橄欖出版. 2009: 45  [4/5/2022]. ISBN 9789866355455. （原始内容存档于2022-06-10）.
34. ↑  The Chinese Recorder (Vol. 39), American Presbyterian Mission Press, 1908, p157
35. ↑  吳國傑，《拆壁重修：宗教改革縱橫談》，頁5
36. ↑  張信剛，《文明的地圖—一部絲綢之路的風雲史》（海外修訂版），頁54
37. 1 2   (PDF).   [2016-08-09]. （原始内容存档 (PDF)于2016-08-20）.
38. ↑  .   [2022-05-12]. （原始内容存档于2022-06-08）. 耶穌叫了他們來，說：「你們知道，外邦人有君王為主治理他們，有大臣操權管束他們。只是在你們中間不可這樣」
39. ↑  Spence, H.D.M. (编). . Kegan Paul, Trench, Trübner & Co. Ltd. 1894: 296  [2022-05-27]. （原始内容存档于2022-06-10）.
40. ↑  Ellwood, R.S.; Alles, G.D. . : 359  [2022-04-04]. （原始内容存档于2022-06-10）.
41. ↑  Mandryk, J., Wall, M., 《萬國代禱手冊》，頁383，「(U)naffiliated Christians 無連屬基督徒：指自稱是基督徒，卻不附屬於任何正規的教會或宗派的人」
42. ↑  Anckar, Carsten (2022), Religion and Democracy: A Worldwide Comparison, p103, "Wide definition of Protestantism...includes Protestants, Marginal Christians, Anglicans, Christian Independents, and unaffiliated Christians"
43. ↑  Johnstone, Patrick. . : 115  [2020-05-11]. （原始内容存档于2021-03-23）.
44. ↑  . Pew Research Center. 2011  [2016-08-05]. （原始内容存档于2017-07-20）. Independent Christians include denominations in sub-Saharan Africa that identify as independent from historically Protestant denominations, churches in China that are not affiliated with official religious associations and nondenominational churches in the United States.
45. ↑   (PDF). Center for the Study of Global Christianity, Gordon-Conwell Theological Seminary.   [19 June 2025].
46. ↑  Osborn, Ian. . 2008: 46. Almost a billion Protestants in the present day owe their religious identity to Luther's insights.
47. ↑  Pack, David C. . 2009: 8. About 1 billion Protestants also observe Sunday.
48. ↑  Simon, E. . Washington Post.   [2020-05-03]. （原始内容存档于2021-03-23）.
49. ↑  Hillerbrand, Hans J., Enclyclopedia of Protestantism, 頁340
50. ↑  William, Theodore Alois, The History of the Council of Trent, 頁44
51. ↑  Bungener, Félix, History of the Council of Trent, 頁12
52. ↑  施植明，《閱讀巴黎: 建築群象與歷史印記》，頁99
53. ↑  周永健，《聖經難題：基督教為何有眾多的宗派？》 （页面存档备份，存于）《聖經報‧文摘》
54. ↑  Richardson, A., Bowde, J. [ed.], A New Dictionary of Christian Theology, p545
55. ↑  Löffler, Klemens, Pope Leo X （页面存档备份，存于）, in The Catholic Encyclopedia (天主教百科全書), New York: Robert Appleton Company, 1910, "The immediate cause was bound up with the odious greed for money displayed by the Roman Curia, and shows how far short all efforts at reform had hitherto fallen...(The pope) gave himself up unrestrainedly to his pleasures and failed to grasp fully the duties of his high office."
56. ↑  《社會學刊》，16-17期，國立臺灣大學法學院社會學系，1984，頁19，「西方的教皇制一直維持到了中世紀，由於教皇職權已到了獨攬全權的地步，教會內也有種種惡例如贖罪券、什一捐、行各種儀式均要收錢，各地諸侯也要求脫離教皇、政治獨立自由，於是各種改革著作四起，不外呼籲：一）教會需要作全體改革，二）聖經乃基督教知識唯一根源和準則。」
57. ↑  戴浩輝 (编). . 香港: 道聲出版社. 1-3-2017: 61. ISBN 9789623803830 （中文）.
58. ↑  Hillerbrand, Hans J., The Encyclopedia of Protestantism, p1002, "As early as 1515, while lecturing on Romans, Luther came to see that the individual, because of sinfulness, could not initiate this process of justification. Furthermore—again under the influence of Augustine—Luther concluded that the whole idea of facere quod in se est was in reality a Pelagian heresy. By rejecting the notion that the individual has the inherent ability to initiate the process of justification, Luther moved inexorably to challenge the soteriological framework of the via modema."
59. ↑  Schwarz, Hans, True Faith in the True God, 頁7-19
60. ↑  . Wisconsin Evangelical Lutheran Synod.   [3 May 2022]. （原始内容存档于2018-10-19） （英语）. Roman Catholic sources...acknowledge Leo X’s involvement in the abuse of indulgence sales. One such source is The Catholic Encyclopedia. It has the designations of nihil obstat and imprimatur, indicating that the Roman Catholic Church has reviewed the contents and declared the work to be free from doctrinal or moral errors.
61. ↑  . Wisconsin Evangelical Lutheran Synod.   [3 May 2022]. （原始内容存档于2022-06-10） （英语）. Galatians greatly affected Martin Luther 1,500 years later. Luther called Galatians “my own little epistle” and said that he was “married” to this epistle. Galatians gave Luther the strength to fight against the legalism of the Church of Rome and to hold high the Gospel of pure grace in Christ.
62. ↑  戴浩輝 (编). . 香港: 道聲出版社. 1-3-2017: 62. ISBN 9789623803830 （中文）.
63. ↑  Smith, W.F. (2010), Catholic Church Milestones: People and Events That Shaped the Institutional Church, p56
64. ↑  《我們所信》，威斯康辛州路德會，亞洲路德宗神學院中文譯本，頁7，「我們相信神人耶穌基督是父上帝差來，為要把人類從罪惡與懲罰中買回來。耶穌來是要成全律法（馬太福音 5:17），在祂完全順從這基礎上，所有人得以被稱為聖潔（羅馬書5:18,19）。祂來是要承擔「我們眾人的罪孽」（以賽亞書53:6），祂在十字架上把自己獻上作贖罪的祭，成為眾人的贖價（馬太福音20:28）。我們相信祂是上帝選定作眾人的代替者。父上帝接納祂的義，就是祂完全的順服，成為我們的義；祂因我們的罪的緣故而死，替代我們在罪中死亡（哥林多後書 5:21）。我們相信祂的復活，完全肯定了上帝已接納祂為眾人的罪所付出代價的確據（羅馬書4:25）。 」
65. ↑  Melton, J.G., Encyclopedia of Protestantism, pp39-40
66. ↑  
McGrath, A.E., Marks, D.C. (ed), The Blackwell Companion to Protestantism, p211
67. ↑  南亞路德會，《信仰立場》，頁3：「祂顯明自己是三位一體的神，擁有三個位格。『所以，你們要去，使萬民作我的門徒，奉父、子、聖靈的名給他們施洗。』(太28:19)」
68. ↑  南亞路德會，《信仰立場》，頁18：「我們相信當亞當及夏娃不服從神的命令，屈服於撒旦引誘之後，他們便失去了原有聖潔的形象。『就如經上所記：沒有義人，連一個也沒有。沒有明白的，沒有尋求神的。』（羅3:10-11）所有的人都在罪中受孕、出生，心裡只有惡念，這就是人的原罪。『我是在罪孽裡生的，在我母親懷胎的時候就有了罪。』（詩51:5）」
69. ↑  南亞路德會，《信仰立場》，頁68：「我們相信耶穌再臨的時候，這現今的世界將會完結…全世界皆會聽到祂的聲音，所有已死的都要復活，就是說，他們的靈魂會與他們的身體再次聯合起來。『你們不要把這事看作希奇。時候要到，凡在墳墓裏的，都要聽見他的聲音，就出來：行善的，復活得生；作惡的，復活定罪。』（約翰福音5:28,29）與那是活著的，那些復活的將要到這審判的寶座前。所有不信的人會被定罪到永恆的陰間。那些借信心得到基督寶血潔淨的人，將會得榮耀並與耶穌在天上得享神的福樂。」
70. 1 2 3  《我們所信》，亞洲路德宗神學院翻譯事務社，頁16
71. ↑  南亞路德會，《信仰立場》，頁12-13：「我們相信聖經所說的是整體一致，真實及沒有謬誤的，且是教會最高的權威及指導。『經上的話是不能廢的。』(約10:35 下)。」
72. ↑  Lossky, Vladimir, Tradition and Traditions, in Eastern Orthodox Theology: A Contemporary Reader (Daniel B. Clendenin, ed.), Grand Rapids: Baker Book House, 1995, p128, "An advance is made toward a purer notion of tradition if this term is used to designate solely the oral transmission of faith. The separation between tradition and Scripture still subsists, but instead of isolating two sources of revelation, one opposes two modes of transmitting it: oral preaching and writing. It is then necessary to put in one category the preaching of the apostles and of the successors, as well as all preaching of faith performed by a living teaching authority, and in another category the Holy Scripture and all other written expressions of the revealed truth (these latter differing in the degree of authority recognized by the church). This approach affirms the primacy of tradition over Scripture, since the oral transmission of the apostles' preaching preceded its recording in written form in the canon of the New Testament. It might even be said that the church could dispense with the Scriptures, but she could not exist without tradition", quoted in WELS Topical Q&A: Russian Orthodox Church
73. ↑  《天主教教理》（1992）第82條：「兩者都該以同等的熱忱和敬意去接受和尊重（Both Scripture and Tradition must be accepted and honored with equal sentiments of devotion and reverence.）」
74. ↑  WELS Topical Q&A: Response to Apostolic Tradition
75. 1 2  《協同式·摘要》（1577），頁434，第五條：律法與福音，「嚴格來說，『律法』是神聖道理，教導人甚麼是對的，是上帝所喜悅的，譴責一切邪惡而反對上帝旨意的事。因此，一切定罪的事是屬於『律法』的宣講。可是，嚴格來說，『福音』是一種教訓未遵守律法而被定罪的人應當相信的道理，即基督已經補贖、償還人的一切罪債，不靠人的功勞而替人贏得罪的赦免、『上帝的義』（羅1：17；林後5：21）與永生。」
76. ↑  Baptist Confession of Faith（1689）, Chapters 19-20, "The same law that was first written in the heart of man continued to be a perfect rule of righteousness after the fall, and was delivered by God upon Mount Sinai, in ten commandments, and written in two tables, the four first containing our duty towards God, and the other six, our duty to man....The covenant of works being broken by sin, and made unprofitable unto life, God was pleased to give forth the promise of Christ, the seed of the woman, as the means of calling the elect, and begetting in them faith and repentance; in this promise the gospel, as to the substance of it, was revealed...This promise of Christ, and salvation by him, is revealed only by the Word of God"
77. ↑  Westminster Confession of Faith (1647), Chapter VII., Articles 5-6
78. ↑  Dayton, D.W., Law and Gospel in the Wesleyan Tradition, in Grace Theological Journal (Vol 12.2), 1991, pp233, 235
79. ↑  《約翰一書》三章4節，「凡犯罪的，就是違背律法，違背律法就是罪。」
80. 1 2 3  《我們所信》（2007），頁2，「我們相信聖經是上帝給所有人的文字啟示。祂在聖經中揭示兩個信息，就是『律法』和『福音』。『律法』宣告什麼是對、什麼是錯，『律法』警告上帝因為罪要施行懲罰。『福音』彰顯上帝的愛；是耶穌把人從罪惡中拯救出來的救恩，表明了這愛。我們相信整本聖經是以基督為中心。在舊約中，神屢次應許一位把人從罪惡死亡及陰間拯救出來的神聖的救贖者。新約中宣告這位應許的救贖者道成肉身，成為拿撒勒耶穌。」
81. ↑   薛思捷. . 香港: 聖臨出版社. 2017: 26-27. ISBN 9789887828204.
82. ↑  WELS - What About Jesus? Book by Book: Genesis （页面存档备份，存于）
83. ↑  WELS - What About Jesus? Book by Book: Deuteronomy （页面存档备份，存于）
84. ↑  WELS - What About Jesus? Book by Book: 1 & 2 Samuel （页面存档备份，存于）
85. ↑  WELS - What About Jesus? Book by Book: Psalms （页面存档备份，存于）
86. ↑  WELS - What About Jesus? Book by Book: Isaiah （页面存档备份，存于）
87. ↑  WELS - What About Jesus? Book by Book: Jeremiah （页面存档备份，存于）
88. ↑  WELS - What About Jesus? Book by Book: Daniel （页面存档备份，存于）
89. ↑  WELS - What About Jesus? Book by Book: Joel （页面存档备份，存于）
90. ↑  WELS - What About Jesus? Book by Book: Amos （页面存档备份，存于）
91. ↑  WELS - What About Jesus? Book by Book: Jonah （页面存档备份，存于）
92. ↑  WELS - What About Jesus? Book by Book: Micah （页面存档备份，存于）
93. ↑  WELS - What About Jesus? Book by Book: Zephaniah （页面存档备份，存于）
94. ↑  WELS - What About Jesus? Book by Book: Haggai （页面存档备份，存于）
95. ↑  WELS - What About Jesus? Book by Book: Zechariah （页面存档备份，存于）
96. ↑  WELS - What About Jesus? Book by Book: Malachi （页面存档备份，存于）
97. ↑  The Formula of Concord: Solid Declaration（1577）, V. Law and Gospel, par. 20 （页面存档备份，存于）,"[T]he Gospel is properly a doctrine which teaches what man should believe, that he may obtain forgiveness of sins with God, namely, that the Son of God, our Lord Christ, has taken upon Himself and borne the curse of the Law, has expiated and paid for all our sins, through whom alone we again enter into favor with God, obtain forgiveness of sins by faith, are delivered from death and all the punishments of sins, and eternally saved. For everything that comforts, that offers the favor and grace of God to transgressors of the Law, is, and is properly called, the Gospel, a good and joyful message that God will not punish sins, but forgive them for Christ's sake."
98. ↑  Keller, Brian.  (PDF). 2013  [2022-05-06]. （原始内容 (PDF)存档于2022-05-16） （英语）. The Greek verb for 'justified' means that a judge declares people 'not guilty' of all charges. They are in a constant state of being declared not guilty，'freely by his grace.'
99. ↑  Strong's Greek: 1344. δικαιόω （页面存档备份，存于）
100. ↑  Kling, David W. . : 120.
101. ↑  薛思捷，《聖經要道》，第四版，頁39-40：「耶穌到世上來，是要為世人付出罪的贖價，使世人脫離律法的咒詛…耶穌順服天父的一切行動，都是以全人類替身的身份做的。為此，耶穌的工作被稱為替代性的，因為祂做了世人的替身。正如因亞當一人犯罪使全人類受害一樣，因耶穌一人的順服也使全人類蒙福。保羅這樣記著說：『因一人的悖逆，眾人成為罪人；照樣，因一人的順從，眾人也成為義了。』（羅5:19）這個代替世人贖罪的意思，曾經由大祭司該亞法表明，他憑著預言說，自己卻不知道所說的到底是甚麼。約翰指出該亞法這樣宣告：『一個人（要）替百姓死，免得通國滅亡。』（約11:50）『神人』耶穌成就的『代贖』就是自己替世人付出了罪的贖價。因為耶穌是人，故能做人的替身；又因為耶穌同時是聖潔的上帝，故能代替人做了人所不能為自己做的事。」
102. 1 2  .   [2016-08-16]. （原始内容存档于2020-11-05）.
103. ↑  Keller, Brian.  (PDF). 2013  [2023-08-30]. （原始内容存档 (PDF)于2022-05-16） （英语）. When the Holy Spirit works faith in an individual’s heart, that person is a believer who receives the forgiveness of sins and also receives the benefits and blessings Jesus won for all on the cross.  Only believers receive eternal life.
104. 1 2  .   [4/5/2022]. （原始内容存档于2022-06-10）. 這些罪過既已赦免，就不用再為罪獻祭了。
105. ↑  .   [2022-05-06]. （原始内容存档于2022-06-10）. 他便救了我們，並不是因我們自己所行的義，乃是照他的憐憫"
106. ↑  Stavropoulos, Christophoros, Partakers of the Divine Nature, in Eastern Orthodox Theology: A Contemporary Reader, 頁188, "The work of our theosis, our union with God, is not transmitted to us in some mechanical fashion. Our weakened human nature will not be transformed magically. The change will happen in conjunction with our own efforts. It will be realized with the cooperation of man and God. This subjective aspect of our union provides the way of theosis which we must follow."
107. ↑  WELS Topical Q&A: The Greek Orthodox Church （页面存档备份，存于）, "Greek Orthodox Church teaching regarding salvation is a mixture of faith and morality."
108. ↑  《天主教教理》（1992）
第2068條：「眾人因信德、聖洗及遵守誡命而得救」（all men may attain salvation through faith, Baptism and the observance of the Commandments.）」；
第2010條：「在聖神和愛德的推動之下，我們才能為我們自己並為他人賺得為成聖、為增加恩寵和愛德，一如為得到永生有用的恩寵。」（Moved by the Holy Spirit and by charity, we can then merit for ourselves and for others the graces needed for our sanctification, for the increase of grace and charity, and for the attainment of eternal life.）」；
第2027條：「我們能為自己和為別人賺得一切有用的恩寵，為到達永生，和得到必須的世物。」（we can merit for ourselves and for others all the graces needed to attain eternal life, as well as necessary temporal goods.）」；
第2036條：「訓導的權威也伸展到自然律的特殊規範，因為造物主要求遵守的這些規範，為得救是必要的。」（The authority of the Magisterium extends also to the specific precepts of the natural law, because their observance, demanded by the Creator, is necessary for salvation.）
109. ↑  .   [2016-08-06]. （原始内容存档于2021-03-11）. 我只要問你們這一件：你們受了聖靈，是因行律法呢，是因聽信福音呢？你們既靠聖靈入門，如今還靠肉身成全嗎？你們是這樣的無知嗎？
110. ↑  WELS Topical Q&A: Salvation By Works Questioned, "The Catechism of the Catholic Church is clear in stating that we merit salvation in part by our works.  Read paragraphs 1987 through 2029, note especially 2001, 2002, 2009, 2010, 2019, 2027."
111. ↑  薛思捷. . : 53. 聖經說過上帝在基督裏面叫世人與自己和好。是否就是說全人類都要得救呢？斷乎不是！耶穌說：『信而受洗的必然得救，不信的必被定罪。』（可十六：十六）人要藉着信心，才可領受到普世救贖的益處。人若不信，就失去享受普世救贖的福份了。
112. ↑  .   [2016-08-04]. （原始内容存档于2020-11-04）.
113. ↑  .   [2016-08-04]. （原始内容存档于2020-11-05）.
114. ↑  薛思捷. . 香港: 聖臨出版社. 2017: 51. ISBN 9789887828204. 憑著信心所接受的，是上帝的恩典，信心與恩典同樣都是和行為對立的。
115. ↑  .   [2016-08-06]. （原始内容存档于2020-11-26）.
116. ↑  薛思捷，《聖經要道》，頁94，「耶穌對門徒所吩咐的說話，實在是向所有基督徒說的。彼得寫得很清楚：『惟有你們是被揀選的族類，是有君尊的祭司…』（彼前二：九）彼得這些話是對那些人說的呢？他們就是『分散在本都、加拉太等地』，『蒙耶穌基督寶血所灑，』得以成聖的人。（彼前書一：一至二）也就是彼得在彼前二：五所指的人。他說：『你們也就像活石，被建造成為靈宮，作聖潔的祭司…』這裏所指的是所有的基督徒。他們組成了聖潔和君尊的祭司職。」
117. ↑  .   [2016-08-04]. （原始内容存档于2021-03-11）.
118. ↑  .   [2016-08-04]. （原始内容存档于2021-03-11）.
119. ↑  薛思捷，《聖經要道》，頁107
120. ↑  《提摩太後書》四章1節
121. 1 2  薛思捷，《聖經要道》，頁108
122. ↑  Eppehimer, Trevor, Protestantism, New York: Marshall Cavendish Benchmark, 2007, p64 （页面存档备份，存于）"
123. ↑  WELS Topical Q&A: Celebrating Lent （页面存档备份，存于）, "In Old Testament times God spelled out the weekly day of worship (Saturday, the Sabbath) and the three major annual festivals (Passover, Pentecost, Tabernacles).  As New Testament Christians we are free from the ceremonial laws that commanded observance of those days and festivals (Galatians 4:9-11; Colossians 2:16-17)."
124. ↑  唐健倫，《教會歷史》，頁22，「（最早期）教會中的三種領袖就是使徒、長老（又稱監督）和執事。除此以外，我們對早期教會的組織架構所知不多。有一點我們要注意，就是新約聖經並沒有就如何組織教會給予我們任何細節指引，看來上帝留待基督徒自己決定如何組織他們的教會，以致最能切合他們的需要，並能促使福音傳給所有人。」
125. ↑  林鴻信，《基督宗教思想史》（下） （页面存档备份，存于），頁665
126. ↑  . Oxford University Press. 1978.
127. ↑  ,   [2020-05-18], （原始内容存档于2020-01-18）
128. ↑   (PDF).   [2 May 2014]. （原始内容 (PDF)存档于1 November 2013）.
129. ↑  , Wheaton College: Institute for the Study of American Evangelicals, （原始内容存档于30 January 2016）
130. ↑  Winkler, Heinrich A. (2012), Geschichte des Westens. Von den Anfängen in der Antike bis zum 20. Jahrhundert, Third, Revised Edition, Munich (Germany), p. 233
131. ↑  Clifton E. Olmstead (1960), History of Religion in the United States, Prentice-Hall, Englewood Cliffs, N.J., pp. 69–80, 88–89, 114–117, 186–188
132. ↑  M. Schmidt, Kongregationalismus, in Die Religion in Geschichte und Gegenwart, 3. Auflage, Band III (1959), Tübingen (Germany), col. 1770
133. 1 2 3 4  《我們所信》，亞洲路德宗神學院翻譯事務社，頁18

## 延伸閱讀
- Cook，Martin L. (1991). The Open Circle: Confessional Method in Theology. Minneapolis，Minn.: Fortress Press. xiv，130 p. N.B.: Discusses the place of Confessions of Faith in Protestant theology，especially in Lutheranism. ISBN 978-0-8006-2482-8
- Dillenberger，John，and Claude Welch (1988). Protestant Christianity，Interpreted through Its Development. Second ed. New York: Macmillan Publishing Co. ISBN 978-0-02-329601-7
- Giussani，Luigi (1969)，trans. Damian Bacich (2013). American Protestant Theology: A Historical Sketch （页面存档备份，存于）. Montreal: McGill-Queens UP.
- McGrath, Alister E. . New York: HarperOne. 2007.
- Nash，Arnold S.，ed. (1951). Protestant Thought in the Twentieth Century: Whence & Whither? New York: Macmillan Co.
- Noll, Mark A. . Oxford: Oxford University Press. 2011.
- Olson, Roger E. . 基道. 2006年. ISBN 9789624573077 （中文（繁體））.
- Thomas, Gary （等）. . 橄欖. 2009年. ISBN 9789575565787 （中文（繁體））.

## 外部連結
- 《我們所信》
- 世界基督教協進會 （页面存档备份，存于） （英文）
- 新教 （页面存档备份，存于） (Encyclopedia.com條目) （英文）
- 新教 （页面存档备份，存于）（《大英百科全書》條目） （英文）
- 新教 （页面存档备份，存于）（《天主教百科全書》條目） （英文）
- 《2008年美國政府國際宗教自由報告》 （页面存档备份，存于） （英文）
- Denominational Periodicals in Hong Kong 香港教會期刊保存計劃 （页面存档备份，存于） 香港浸會大學圖書館 華人基督宗教文獻保存計劃